# Myrtrollslända
Myrtrollslända (Leucorrhinia dubia), även kallad mindre kärrtrollslända, är en art i insektsordningen trollsländor som tillhör familjen segeltrollsländor.

## Kännetecken
Myrtrollsländans hane har mörkgrundfärg på kroppen med röd till rödbrun teckning. Honan har mörk grundfärg med gulaktig teckning. Vingarna är genomskinliga med mörkt vingmärke och små mörka basfläckar. Vingbredden är 50 till 60 millimeter och bakkroppens längd är 21 till 27 millimeter. Det är den minsta arten i sitt släkte i Sverige.

## Utbredning
Myrtrollsländan finns i Skandinavien, stora delar av mellersta och östra Europa, och i västra Asien. Den finns också i vissa områden av Storbritannien. I Sverige finns den över hela landet, utom på Öland och Gotland.

## Levnadssätt
Myrtrollsländans habitat är framför allt mossar och kärr. Efter parningen lägger honan äggen ensam, fritt i vattnet. Utvecklingstid från ägg till imago är tre till fem år och flygtiden från slutet av maj till juli, i de sydligare delarna av utbredningsområdet även ibland in i augusti.